# Абсеметова, Алия Маратовна
Алия Маратовна Абсеметова (каз. Әлия Маратқызы Әбсеметова, род. 21 мая 1984 года, Караганды) — казахстанский государственный деятель. С 15 января 2021 года по 19 января 2023 года Депутат Мажилиса Парламента Республики Казахстан VІІ созыва, в 2020 году участвовала во внутрипартийных гонках и заняла первое место в Алматинской области, избрана по партийному списку Партии «Аманат», член Комитета по социально-культурному развитию.

## Биография
Родилась 21 мая 1984 года в Караганде, Казахстан. Отец — Марат Абсеметов (род. 1960) казахский учёный.

## Образование
В 2005 году окончила университет Туран-Астана по специальности «Экономист-международник»;
В 2016 году окончила Казахский национальный университет имени аль-Фараби по специальности «Журналистика», бакалавр социальных знаний;
В 2021 году окончила ЗКГУ имени Утемисова по специальности «Государственное и местное управление», магистр экономических наук.

## Трудовая деятельность
В 2000 году начала трудовую деятельность в аудиторской компании в должности референта.
В разные годы работала оператором-цветоделения, дизайнером-верстальщиком, начальником отдела дизайна, рекламным агентом, модератором, выпускающим редактором, главным редактором, руководителем собственного ТОО.
В 2018 году зарегистрировала сетевое издание Uzyn.kz, где работала главным редактором до января 2021 года.

## Награды
- 2019 — Медаль «Шапагат»